# ジュール・ヴェルヌ
ジュール・ガブリエル・ヴェルヌ（フランス語: Jules Gabriel Verne、1828年2月8日 - 1905年3月24日）は、フランスの小説家。ハーバート・ジョージ・ウェルズ、ヒューゴー・ガーンズバックとともにサイエンス・フィクション（SF）の開祖として知られ、SFの父とも呼ばれる。

## 生涯
フランス西部ペイ・ド・ラ・ロワール地方のナントで生まれる。家はロワール川の中州の一つであるフェイド島にあり、子供時代はほとんどこの地で過ごした。そして、この人里離れた環境が彼の想像力と兄弟の絆を育んだ。また、この当時のナントは交易が盛んで、異国情緒豊かな港町であった。そのようなナントを訪れる船乗りたちの冒険譚もヴェルヌの冒険心と想像力をかきたて、彼は海の英雄になることを夢見たという。
父のピエールは地元の弁護士であり、論理的な人物であったという。その性格を示す逸話として、自宅から事務所までの徒歩数を知っていたことや、望遠鏡で教会の時計の時刻を確認して行動していた逸話が残されている。このような父の性格はヴェルヌ作品の登場人物にも受け継がれることになる（例：『月世界旅行』のインピー・バービケイン）。母のソフィーは船乗りの家系の出で、父とは対照的に、ヴェルヌに「まるで竜巻のよう」とたとえられるほどの想像力の持ち主であった。ヴェルヌは5人兄弟の長男で、自分と同じく海に憧れを持つ弟のポールと特に仲が良かった。ポールはのちに海軍に入隊したが、長男のヴェルヌは父の後を継ぐために法律を勉強した。学校はナントのリセに通った。成績は普通であったが、特にラテン語を能くし、数学好きでもあった。運動も得意であり、学校の外では「広場の王様」とあだ名されたという。
ヴェルヌは11歳のときに、初恋の相手である従姉のカロリーヌ（1826-1902）にサンゴの首飾りを買ってあげようと、密かに水夫見習いとしてインド行きの帆船に乗船した。しかし途中で父に見つかり、「もうこれからは、夢の中でしか旅行はしない」と語ったとする逸話もある。
親戚で元船乗り、ブランの市長を務めた Prudent Allotte de la Fuÿeと話しをしながら、鵞鳥のゲームをするのが楽しみだった。そのおじは
『征服者ロビュール』にアンクル・プルーデントとして登場し、鵞鳥のゲームも著作の『ある変人の遺言』に登場する。
1848年、ヴェルヌは父の勧めによりパリの法律学校へ進んだ。そこでヴェルヌは多くの芸術家たちと交流する。これは、息子の才能を目にした母が、パリにいた親戚に取り計らったことによるものであった。パリでの生活は充実していたが、金銭面においてはあまり余裕のない生活であったらしい。そのうちアレクサンドル・デュマ父子と出逢い、劇作家を志すようになった。1849年に書かれ、大デュマがプロデュースした、ヴェルヌの処女作である戯曲『折れた麦わら』は好評を博し、2週間上演された。また、この時期には詩を書き、戯曲も、喜劇やオペラなど30編以上を書いたが、大半は上演されずじまいだった。

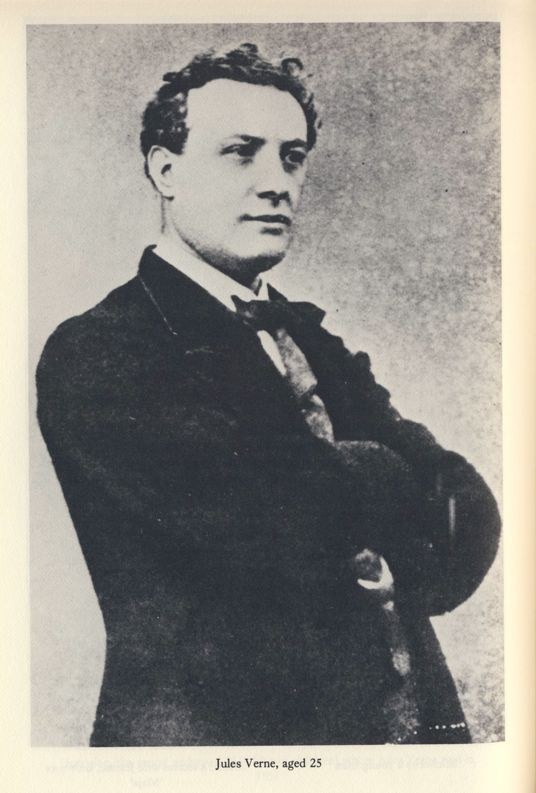
1853年、25歳のヴェルヌ

その一方でヴェルヌは、自然科学の論文も読んでいた。そのような中、1840年代に彼のお気に入りの作家であったエドガー・アラン・ポーが、小説に科学的事実を取り入れることによって、物語に真実味を持たせる技法に興味を持つようになっていった。
友人フェリックス・ナダールが製作した気球に触発されて、1863年に書いた冒険小説『気球に乗って五週間』が大評判となり、流行作家となる。そして彼は編集者のジュール・エッツェルと契約を結び､以後、生涯にわたり科学・冒険小説の傑作を生み出した。また、ノンフィクションやエッセーなども書いている。
1883年にはアミアン市会議員に当選し、死ぬまで在職した。晩年には甥ガストン・ヴェルヌに襲撃（拳銃で脚を撃たれ、以後跛行を余儀なくされる）され､悲観主義的傾向が強くなったと言われるが､近年偶然に発見された初期の作品『二十世紀のパリ』（作中で文明批判を展開）に見るように、悲観主義的な一面は当初から持ち合わせていたようである。

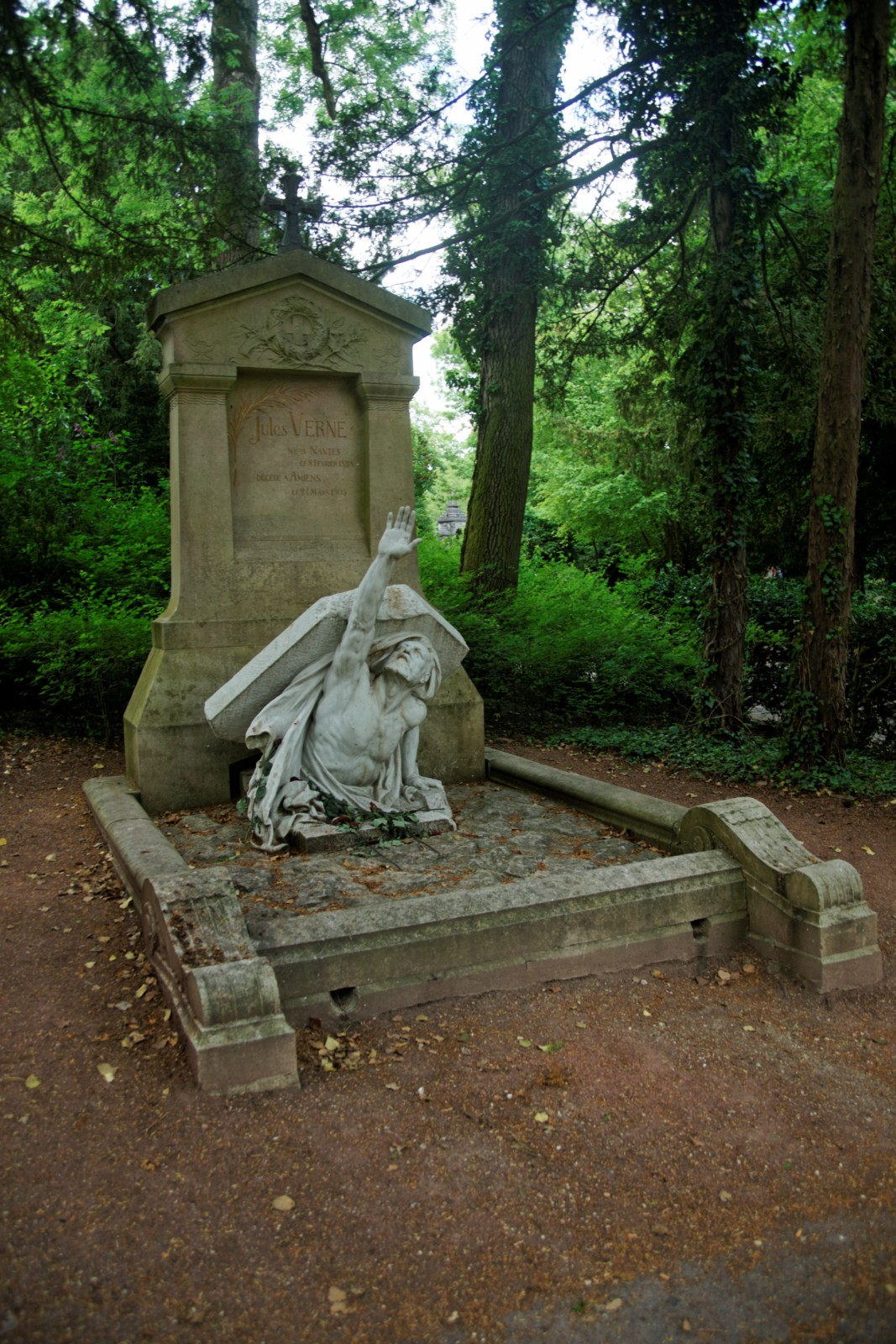
ジュール・ヴェルヌの墓 (墓碑はアルベール・ロゼ作)

1900年に白内障を患い、糖尿病も悪化し、1905年3月24日アミアンのロングヴィル大通り44番地の自宅（現・ジュール・ヴェルヌ記念館 Maison de Jules Verne）で死去、市のマドレーヌ墓地に埋葬される。ロングヴィル大通りは後にジュール＝ヴェルヌ街と改名されている。

## ヴェルヌの社会思想
ヴェルヌは平和主義者・進歩主義者として有名であった。目立った活動はしていないもののボナパルティズムを奉じるナポレオン3世に常に批判的であった。また被圧迫民族解放の擁護者で、彼の作品にはネモ船長をはじめとする「虐げられた民族」が登場する。

## 日本におけるヴェルヌ
ヴェルヌの日本への紹介は、1878年（明治11年）、川島忠之助が『八十日間世界一周』の前編を翻訳刊行したのが最初である（標題は『新説八十日間世界一周』。後編は1880年（明治13年）に刊行）。なお、本書は日本における最初のフランス語原典からの翻訳書である。
1883年（明治16年）には、黒岩涙香が『月世界旅行』を翻案（翻案途上で中絶し、出版もされていないという説がある）。
1896年（明治29年）、森田思軒が『二年間の休暇』の英訳版を「十五少年」という標題で翻訳し、雑誌『少年世界』に連載、単行書として刊行した。これは少年文学の傑作として評価され、多くの読者を獲得した。ヴェルヌの作品の翻訳は、翻訳文学史において大きな位置を占めた。

## 現代のヴェルヌ
ヴェルヌの作品の多くは、子供用の物語として書き直されたり、映画やアニメのような映像作品の原作になったりと、広い人気を誇る。これは21世紀にまで続いており、ヴェルヌ作品は一種の共通認識になっていると言っても良い。
そういった人気の一例として東京ディズニーシーのテーマポート「ミステリアスアイランド」がある。これは『海底二万里』『神秘の島』に登場するネモ船長が築いた秘密基地という設定である（かつてディズニーは『海底二万里』を映画化している）。
2008年3月に打ち上げられた欧州宇宙機関の欧州補給機の1号機には彼の名を冠している。生誕183年の2011年2月8日には、google検索のロゴが「海底二万里」をイメージしたものになった。

## 名言
人間が想像できることは、人間が必ず実現できる（仏: Tout ce qu'un homme est capable d'imaginer, d'autres hommes seront capables）
- この表現はヴェルヌの作品中にはなく、アロット・ド・ラ・フュイの伝記では、『海底二万里』執筆中のヴェルヌが父親に宛てた手紙の一節ということになっている（Allotte de la Fuye, Jules Verne : sa vie et son oeuvre, Paris, Kra, 1928, p.162）。「先日、本当とは思えないようなことが思い浮かぶと書いた。でも、そうじゃないんだ。人に想像できることはすべて、ほかの人が実現できるんだよ」この手紙は実物が発見されていない。また『蒸気で動く家』には「可能性の範囲内にあることはすべて実現されるべきだし、きっと実現される[注釈 1]」という台詞があり、ディズニーランドパリの園内で引用されている。また、鹿島建設のテレビCMにも引用されている[3]。

## ヴェルヌの評価

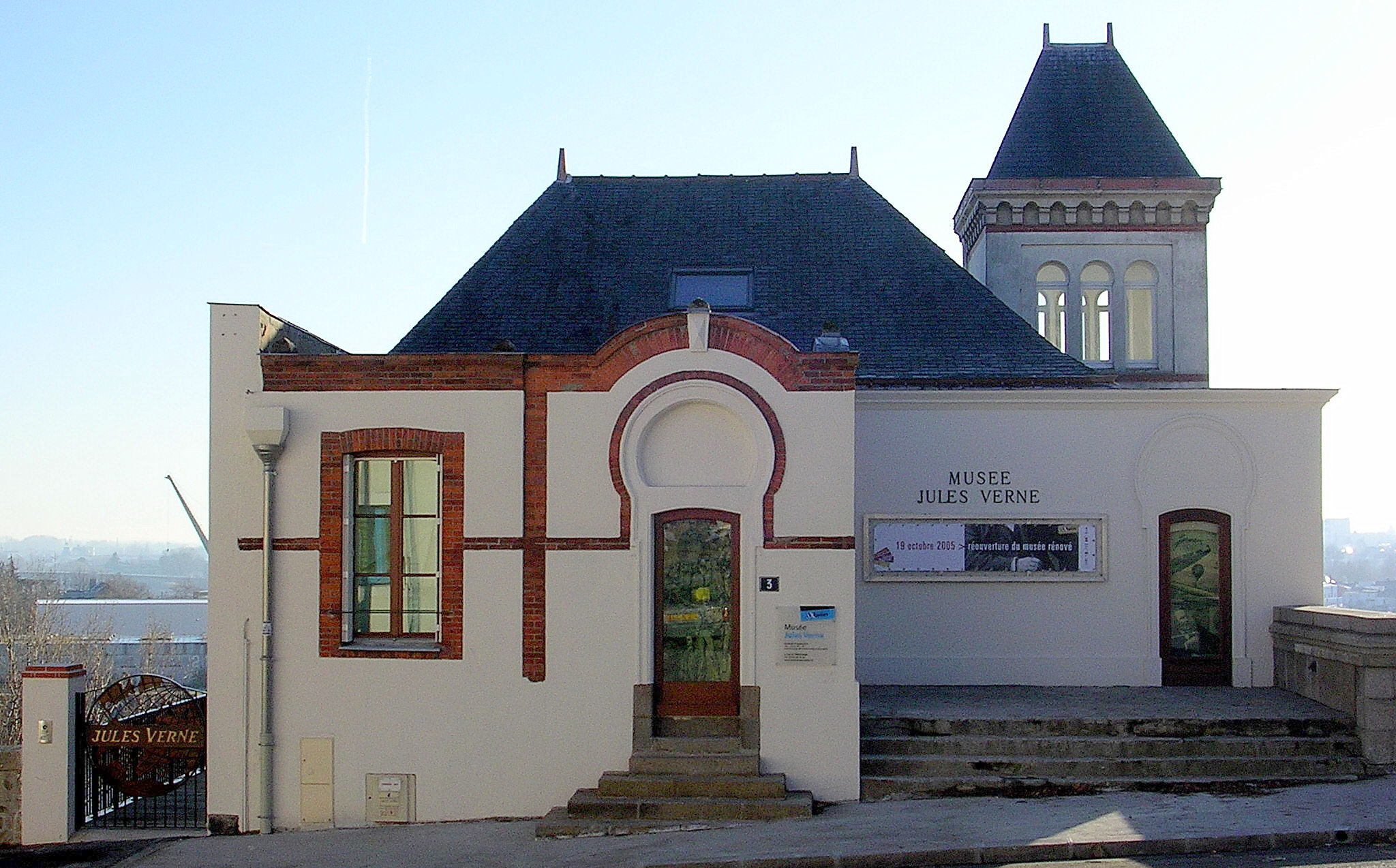
ジュール・ヴェルヌ博物館
(2005年)

1978年には生誕150年を記念し、故郷であるナントにジュール・ヴェルヌ博物館が開館。博物館にはヴェルヌの著作、写真、手紙や生前使用していた文具や家具などが展示されている。
ヴェルヌ作品は近年まで「子供向け」「低俗」と批評されていた。21世紀初め前後から､その驚くべき科学技術の進歩に対する先見性や、『二十世紀のパリ』に代表される文明批評・風刺精神を再評価され、新訳が多く刊行している。

## 関連資料
- 『ジュール・ヴェルヌの世紀 科学・冒険・〈驚異の旅〉』東洋書林、2009年（平成21年）
  - フィリップ・ド・ラ・コタルディエール/ジャン＝ポール・ドキス監修、私市保彦監訳、新島進訳

詳細な伝記研究で、コタルディエールは元フランス天文学会会長。ドキスは元アミアン・ジュール・ヴェルヌ国際センター長
- フォルカー・デース『ジュール・ヴェルヌ伝』石橋正孝訳、水声社、 2014年
- 『特集ジュール・ヴェルヌ 水声通信27号』 （2008年（平成20年）11・12月合併号、水声社）
- ミシェル・ラミ『ジュール・ヴェルヌの暗号：レンヌ＝ル＝シャトーの謎と秘密結社』高尾謙史訳、工作舎 1997年　ISBN 978-4-87502-291-6
- 『ユリイカ 特集 ジュール・ヴェルヌ 空想冒険小説の系譜』1977年5月号（青土社）

## 作品リスト

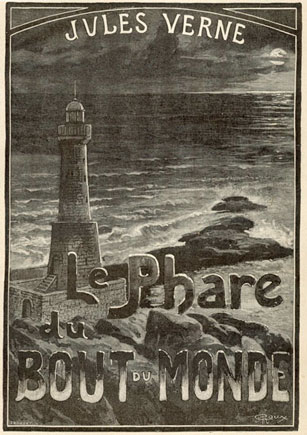
『世界の終わりの灯台』は、ヴェルヌの文学段階で最高の小説の 1 つと考えられている。

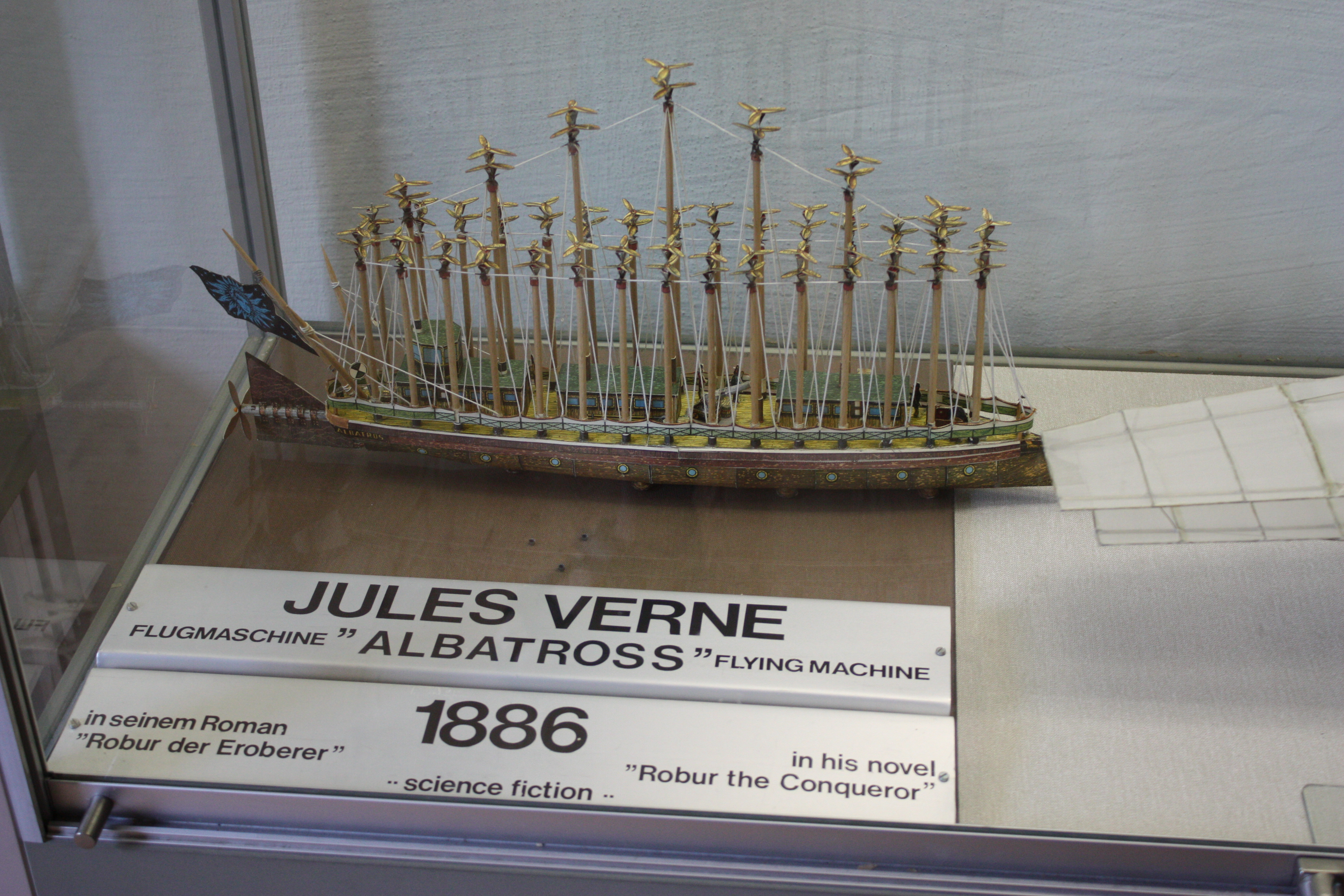
空中艇アルバトロス号の模型。『征服者ロビュール』の別邦題ともなる。

※ 日本語タイトルが複数ある場合は代表的なものを選び、別タイトルや直訳（斜字）を適宜併記した。日本語訳がない作品については直訳のみを斜字体で示す。死後に子息が完成させた作品等も挙げた。より詳しい書誌情報に関しては#外部リンクの「ジュール・ヴェルヌ作品リスト」も参照。
- 『イングランド・スコットランド旅行』 Voyage en Angleterre et en Écosse (1859) 
  - 作者の生前は未刊行。1989年に『イングランド・スコットランド後ずさり旅行』 Voyage à reculons en Angleterre et en Écosse として刊行。
- 『二十世紀のパリ』Paris au XXe siècle (1861)
  - 作者の生前は未刊行。死後90年ほど経った1994年に初めて刊行された。
- 『スカンディナヴィアにおける3人の旅行者の陽気な不幸』 Joyeuses misères de trois voyageurs en Scandinavie (1861)
  - 未完成の作品（作者の生前は未刊行）。2003年にファクシミリ版が刊行された。
- 『気球に乗って五週間』Cinq semaines en ballon (1863)
- 『地底旅行』Voyage au centre de la Terre (1864)
- 『ド・シャントレーヌ伯爵』 Le Comte de Chanteleine (1864)
  - 上記は雑誌掲載の年号であり、書籍化は100年以上を経た1971年。
- 『月世界旅行』（『地球から月へ』 ）De la Terre à la Lune (1865)
- 『難破船シンシア号の遺留物』 L'Épave du Cynthia (1886)
  - アンドレ・ローリー（André Laurie）との合作。
- 『ハテラス船長の冒険』Les Aventures du capitaine Hatteras (1867)
  - Les Anglais au Pôle Nord (1866) と Le désert de glace (1866) の二分冊で刊行された。
- 『グラント船長の子供たち』Les Enfants du capitaine Grant (1868)
  - L’Amérique du Sud (1866) および L’Australie (1866) と L’Océan Pacifique (1867) の三分冊で刊行された。
- 『海底二万里』Vingt mille lieues sous les mers (1870)
  - 1869年および1870年に、二分冊で刊行された。
- 『月世界へ行く』Autour de la Lune (1870)
- 『洋上都市』Une ville flottante (1872)
  - 短編『封鎖破り』 Les Forceurs de blocus (1871) を併録。
  - 『南アフリカでの3人のロシア人と3人のイギリス人の冒険』 Aventures de trois Russes et de trois Anglais dans l'Afrique australe (1872)を併録。
- 『八十日間世界一周』Le Tour du monde en quatre-vingts jours (1873)
- 『毛皮の国』 Le Pays des fourrures (1873)
- 『神秘の島』L'Île mystérieuse (1875)
  - 以下の三分冊で刊行された: Les naufragés de l’air (1874), L’Abandonné (1875) et Le secret de l’île (1875)
- 『チャンセラー号の筏』Le Chancellor (1875)
  - 中編『マルティン・パス』Martin Paz (1852)を併録。
- 『理想都市』 Une ville idéale (1875)。1999年に限定出版
- 『皇帝の密使ミハイル・ストロゴフ』Michel Strogoff (1876)
  - 短編『メキシコの悲劇』 Un drame au Mexique (1851)を併録。
- 『彗星飛行』 Hector Servadac (1877)
- 『黒いダイヤモンド』（『黒いインド』 ）Les Indes noires (1877)
- 『十五歳の船長』Un capitaine de quinze ans (1878)
- 『インド王妃の遺産』Les Cinq Cents Millions de la Bégum (1879)
  - 短編 「バウンティ号の叛徒たち」 Les Révoltés de la Bounty (1879)を併録。
- 『必死の逃亡者』（『シナ人の苦悶』）Les Tribulations d'un Chinois en Chine (1879)
- 『蒸気の家』La Maison à vapeur (1880)
- 『ジャンガダ』（『大筏』 ）La Jangada (1881)
- 『ロビンソンの学校』 L'École des Robinsons (1882)
- 『緑の光線』Le Rayon vert (1882)
  - 『狩猟の十時間』 Dix heures en chasse  (1881)を併録。
- 『頑固者ケラバン』 Kéraban-le-Têtu (1883)
- 『南十字星』L'Étoile du sud (1884)
- 『エーゲ海燃ゆ』Archipel en feu (1884)
- 『アドリア海の復讐』（『マーチャーシュ・サンドルフ』 ）Mathias Sandorf (1885)
- 『征服者ロビュール』（『空飛ぶ戦艦』）Robur le conquérant (1886)
- 『一枚の宝くじ』 Un billet de loterie (1886)
  - 短編『フリット＝フラック』 Frritt-Flacc (1884)を併録。
- 『北部対南部』 Nord contre Sud (1887)
- 『フランスへの道』 Le Chemin de France (1887)
  - 『ジル・ブラルタール』 Gil Braltar (1887)を併録。
- 『十五少年漂流記』（『二年間の休暇』）Deux ans de vacances (1888)
- 『名を捨てた家族』Famille-sans-nom (1889)
- 『地軸変更計画』（『上も下もなく』 ）Sans dessus dessous (1889)
- 『セザール・カスカベル』 César Cascabel (1890)
- 『ブラニカン夫人』 Mistress Branican (1891)
- 『カルパチアの城』Le Château des Carpathes (1892)
- 『クロディウス・ボンバルナック』 Claudius Bombarnac (1892)
- 『坊や』 P'tit-Bonhomme (1893)
  - 後に『アイルランドの息子』 Fils d’Irlande の題で再刊された。
- 『アンティフェール親方の驚くべき冒険』 Mirifiques aventures de maître Antifer (1894)
- 『動く人工島』L'Île à hélice (1895)
- 『悪魔の発明』（『国旗に向かって』 ）Face au drapeau (1896)
- 『クローヴィス・ダルデントル』 Clovis Dardentor (1896)
- 『美しき黄なるドナウ』 Le Beau Danube jaune (1896)
  - 死後出版。1908年に『ドナウ川の水先案内人』 Le pilote du Danubeとして刊行。1988年に原題で刊行。
- 『氷のスフィンクス』Le Sphinx des glaces (1897)
- 『マゼラン地方にて』 En Magellanie (1897)
  - 作者の生前は未刊行。死後の1909年に『ジョナサン号の難破者たち』 Les Naufragés du « Jonathan »の題で、1987年に原題で刊行された。
- 『素晴らしきオリノコ河』 Le Superbe Orénoque (1898)
- 『ある変人の遺言』 Le Testament d'un excentrique (1899)
- 『第二の祖国』 Seconde patrie (1900)
- 『黄金火山』 Le Volcan d'or (1900)
  - 作者の生前は未刊行。死後の1906年に修正版が刊行。1989年にオリジナル版が刊行。
- 『空中の村』 Le Village aérien (1901)
  - 当初は『大森林』 La Grande Forêtの題の下に刊行。
- 『ジャン＝マリ・カビドゥランの物語』 Les Histoires de Jean-Marie Cabidoulin (1901)
  - 後に『海の大蛇』 Le serpent de merの題で刊行。
- 『ヴィルヘルム・シュトリッツの秘密』Le Secret de Wilhelm Storitz (1901)
  - 作者の生前は未刊行。死後の1910年に修正版が刊行。1985年にオリジナル版が刊行。
- 『黄金の流星』（『流星の追跡』 ）La Chasse au météore (1901)
  - 作者の生前は未刊行。死後の1908年に修正版が刊行。1986年にオリジナル版が刊行。
- 『キップ兄弟』 Les Frères Kip (1902)
- 『探検奨学金』 Bourses de voyage (1903)
- 『地の果ての燈台』Le Phare du bout du monde (1903)
  - 作者の生前は未刊行。死後の1905年に修正版が刊行。1999年にオリジナル版が刊行。
- 『リヴォニアでの惨劇』 Un drame en Livonie (1904)
- 『世界の支配者』Maître du Monde (1904)
- 『海の侵入』 L'Invasion de la mer (1905)
- 『トンプソン旅行代理店』 L'Agence Thompson and Co. (1907)
  - 息子のミシェル・ヴェルヌが父からアイデアの提供を受けて書いた作品だがジュール・ヴェルヌ名義で刊行された。
- 『サハラ砂漠の秘密』（『砂漠の秘密都市』）L'Étonnante Aventure de la mission Barsac (1919)
  - 未完成の2作品『調査旅行』 Voyage d’études (1904)と『サハラ砂漠の都市』 Une ville saharienne (1905 を、息子のミシェル・ヴェルヌが併せて完結させ、ジュール・ヴェルヌ名義で刊行。

### 中・短編集
- 『オクス博士の幻想』（『オクス博士』）Le Docteur Ox (1874)
  - 収録作は以下の通り。「オクス博士の幻想」Une fantaisie du Docteur Ox (1872)、「ザカリウス親方」Maître Zacharius (1854)、「空中の悲劇」Un drame dans les airs (1851)、「氷の中の冬ごもり」Un hivernage dans les glaces (1855)、「フランス人による40番目のモンブラン登頂」 （弟ポール・ヴェルヌの手が入った作品。改訂版では削除された。）Quarantième ascension française au mont Blanc
- 『昨日と明日』 Hier et demain (1910)
  - 「ラトン一家の冒険」Aventures de la famille Raton (1891)、「レ＝シャープ氏とミ＝フラット嬢」 Monsieur Ré-Dièze et Mademoiselle Mi-Bémol (1893)、「ジャン・モレナス」 La destinée de Jean Morénas（初期作。執筆年次不明）、「詐欺師」 （息子ミシェルが改稿）Le Humbug (ca. 1863) 、「二八八九年」（息子ミシェルとの合作とも[5]）Au XXXIX e siècle: La journée d’un journaliste américain en 2889 、「永遠のアダム」L’Éternel Adam（1905年執筆時の題名は Edom）
- 『ナント原稿 全三巻』 Manuscrits nantais, Volume 3, (1991)
  - 未刊行の中・短編を集めたもの。収録作：  「ある司祭の1835年」 Un prêtre en 1835、「ジェデディアス・ジャメ」 Jédédias Jamet 、「ローマ包囲戦」 Le siège de Rome、「アンセルム・デ・ティユール氏の結婚」 Le mariage de M. Anselme des Tilleuls、「サン・カルロス」 San Carlos、「ピエール＝ジャン」 Pierre-Jean、「ロビンソンおじさん」 L'Oncle Robinson (1861)（第一部のみ、未完成の作品）

### 書影

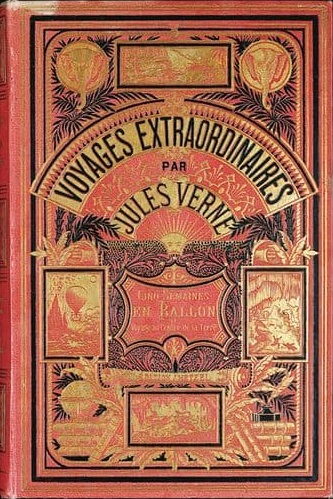
「気球に乗って五週間」
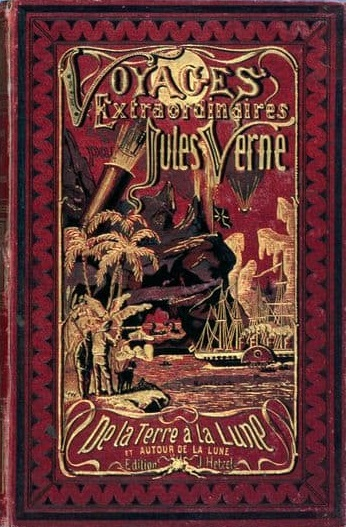
「地球から月へ」
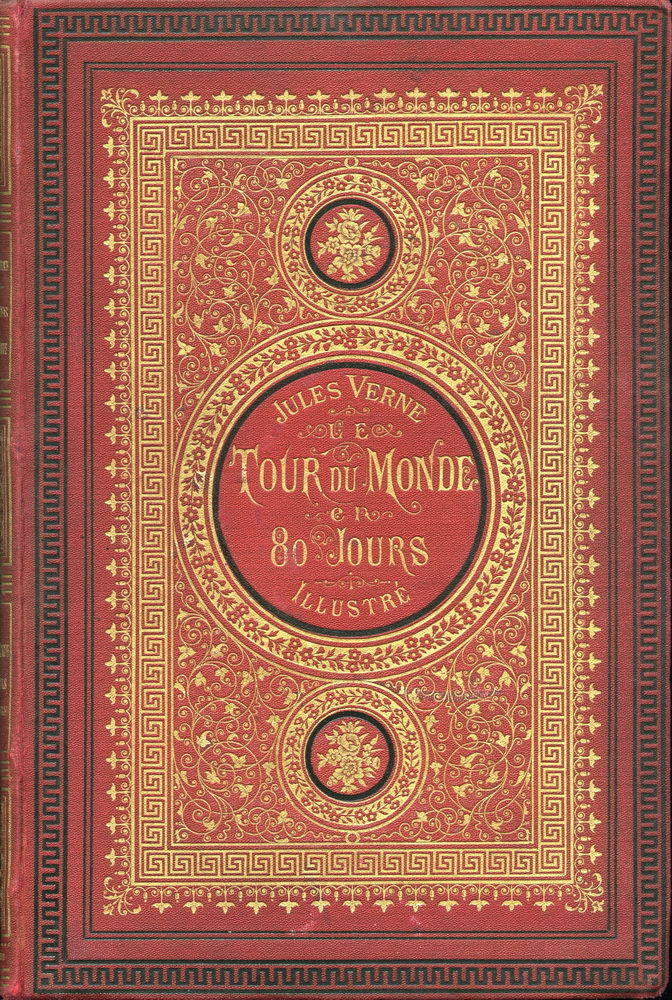
「八十日間世界一周」
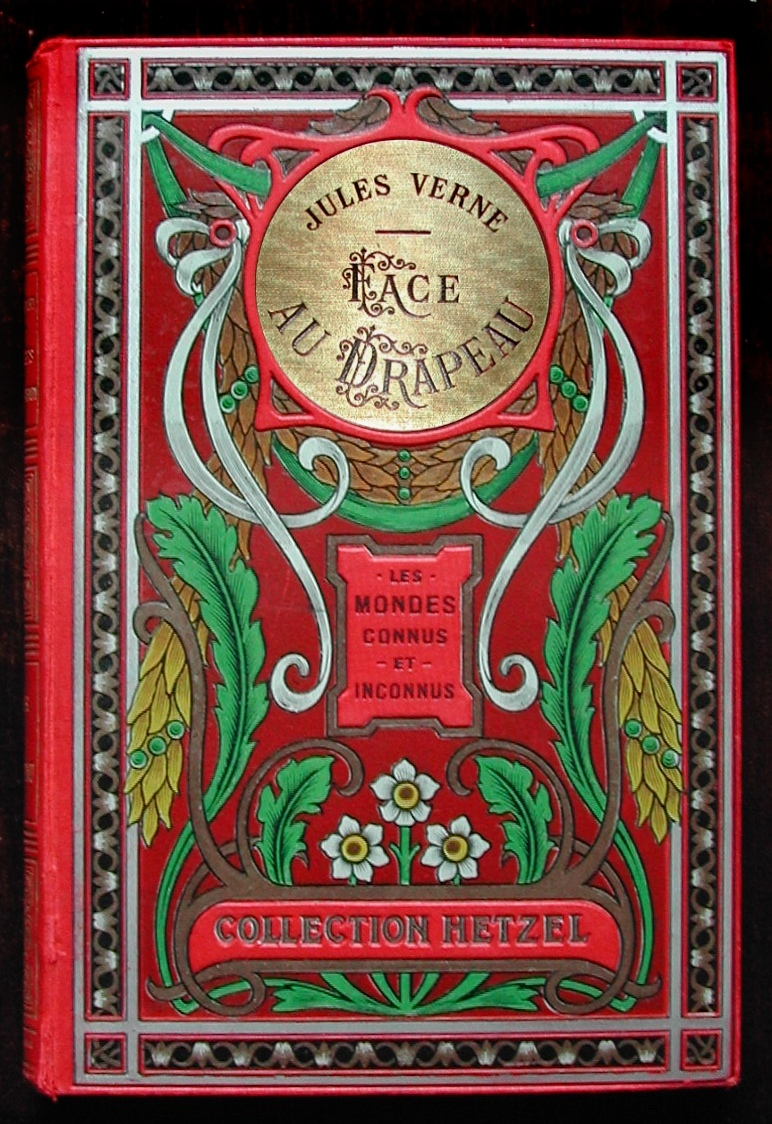
「悪魔の発明」
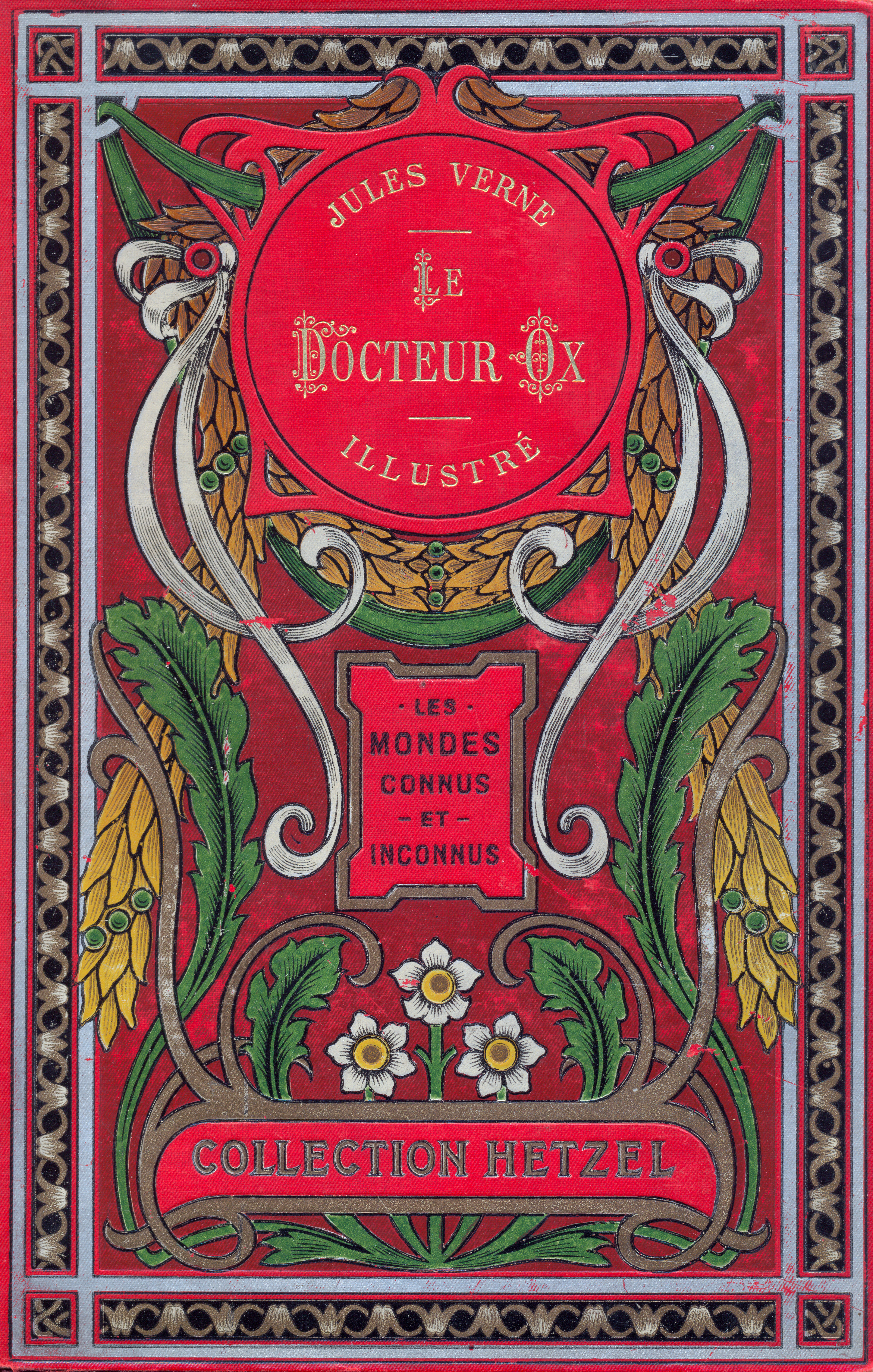
「オクス博士」 （短編集）